# Dance of Death
| 전문가 평가  | 전문가 평가 |
| 평가 점수    | 평가 점수   |
| 출처         | 점수        |
| ------------ | ----------- |
| AllMusic     | [ 1 ]       |
| BW&BK        | 7.5/10      |
| Kerrang!     | 5/5         |
| Sputnikmusic | 4.0/5       |

《Dance of Death》는 영국의 헤비 메탈 밴드 아이언 메이든의 열세 번째 스튜디오 음반으로, 9월 2일, 일본에서 처음 발매된 후 2003년 9월 8일에 북미(하루 뒤 발매된 곳)를 제외한 나머지 지역에서 발매되었다. 그 음반은 자기(아날로그) 테이프에 녹음되었다.
1999년 보컬 브루스 디킨슨과 기타리스트 아드리안 스미스가 돌아온 이후 두 번째 스튜디오 발매된 이 음반에는 밴드의 첫 번째 완전한 어쿠스틱 트랙인 〈Journeyman〉과 드러머 니코 맥브레인이 공동 작곡한 유일한 곡인 〈New Frontier〉가 수록되어 있다. 2000년 이전 음반인 《Brave New World》와 마찬가지로, 이 음반은 이후의 모든 음반에서 아이언 메이든과 함께 작업한 케빈 셜리가 프로듀싱한 것이다.

## 배경
밴드는 2002년 11월 27일 프로듀서 케빈 셜리와 함께 2000년 《Brave New World》의 후속작을 작업한다는 것을 처음으로 확인하였고, 다음 해 유럽 투어 일정의 작은 세트와 함께 발표하였다. 2003년 1월 6일, 셜리는 자신의 웹사이트를 통해 밴드가 그 달에 녹음하기 시작할 것이라고 확인했고, 이어서 기본 트랙이 2월 5일에 완성되었고, 발매는 4월에 혼합될 것이라고 발표했다. 5월 31일, 이 밴드는 삼 웨스트 스튜디오에서 녹음된 음반의 제목을 《Dance of Death》라고 하고, 6월 17일에 발매일이 발표되었다.
밴드는 음반을 지원하기 위해 Dance of Death World Tour에 참여했는데, 음반의 노래에서 영감을 받은 많은 연극적 요소들이 포함되어 있었다. 〈Dance of Death〉 기간 동안 브루스 디킨슨은 무대 주위를 이동하는 동안 극장용 마스크와 망토를 착용하고 마지막 합창을 위해 죽음의 신으로 분장했다. 〈Paschendale〉 기간 동안 디킨슨은 제1차 세계 대전 당시 입었던 영국 보병전통의 트렌치코트와 헬멧(비록 그가 《죽음의 길》 다큐멘터리에서 실제로 헝가리인이었다고 밝혔지만)을 착용하고 촬영장을 철조망으로 장식했다. 이 투어는 2005년과 2006년에 발매된 《Death on the Road》라는 제목의 라이브 음반과 DVD로 이어졌다.
컴퓨터로 만들어진 커버 아트는 데이비드 패쳇이 제공한 것인데, 패쳇은 밴드가 미완성 버전을 사용하기로 결정한 후 자신의 이름을 음반 크레딧에서 삭제해 달라고 요청했고, 이는 부정적으로 받아들여졌다. 디킨슨은 나중에 그 커버를 " 창피하다"라고 불렀다.
이 음반은 2004년에 각 곡의 5.1 믹스를 포함하여 DVD 오디오 디스크로 발매되었다.

## 곡 목록
| #   | 제목                  | 작사·작곡                            | 재생 시간 |
| --- | --------------------- | ------------------------------------ | --------- |
| 1.  | 〈Wildest Dreams〉    | 아드리안 스미스, 스티브 해리스       | 3:52      |
| 2.  | 〈Rainmaker〉         | 데이브 머레이, 해리스, 브루스 디킨슨 | 3:48      |
| 3.  | 〈No More Lies〉      | 해리스                               | 7:21      |
| 4.  | 〈Montségur〉         | 야닉 거스, 해리스, 디킨슨            | 5:50      |
| 5.  | 〈Dance of Death〉    | 거스, 해리스                         | 8:36      |
| 6.  | 〈Gates of Tomorrow〉 | 거스, 해리스, 디킨슨                 | 5:12      |
| 7.  | 〈New Frontier〉      | 니코 맥브레인, 스미스, 디킨슨        | 5:04      |
| 8.  | 〈Paschendale〉       | 스미스, 해리스                       | 8:27      |
| 9.  | 〈Face in the Sand〉  | 스미스, 해리스, 디킨슨               | 6:31      |
| 10. | 〈Age of Innocence〉  | 머레이, 해리스                       | 6:10      |
| 11. | 〈Journeyman〉        | 스미스, 해리스, 디킨슨               | 7:06      |